# ハイダルパシャ駅
ハイダルパシャ駅（ハイダルパシャえき、トルコ語:Haydarpaşa Garı）はイスタンブールのアナトリア側にあるカドゥキョイに近いハイダルパシャにあるトルコ国鉄（TCDD）のターミナル駅であった。 オスマン帝国の終末期にアナトリア鉄道やバグダード鉄道の始発駅として完成したこの駅から東方あるいは東南方に向け国際列車、国内列車、近郊列車が発着していた。

## 歴史

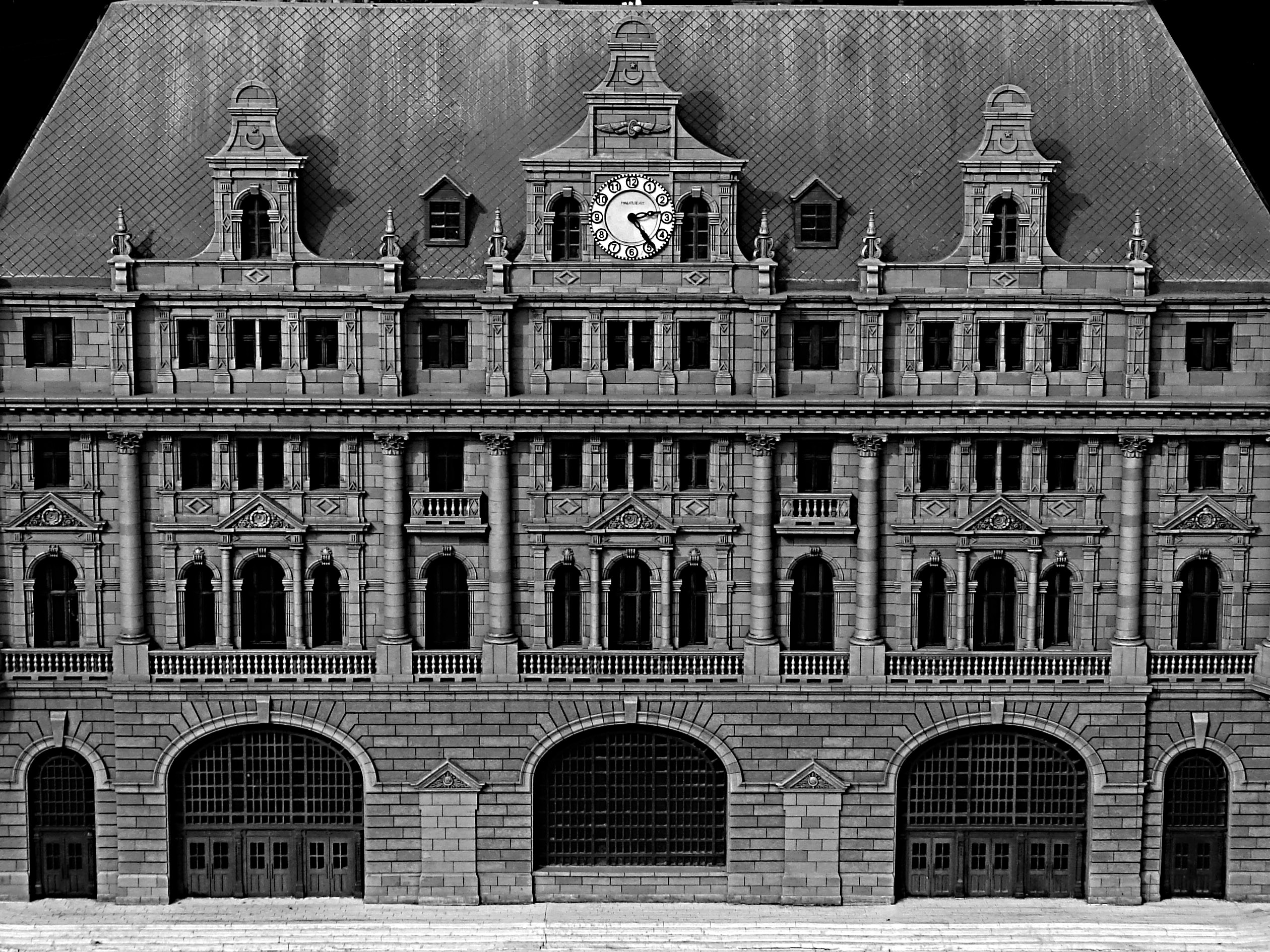
Model of HPT at Miniaturk

最初の駅はゲブゼへの路線開業と共に1872年に建てられた。しかし、路線が延長されるにつれて、輸送量が増え、新しくより大きい建物が必要とされた。1906年にOtto RitterとHelmut Conuの2人のドイツ人建築家により建設が始められた。2人はネオ・ルネッサンスドイツ様式を選び、バグダード鉄道を建設しヒジャーズ鉄道のコンサルタント業務に取り掛かっているドイツの投資家たちの大望に大いに従って大きな建物を設計した。ハイダルパシャ駅はベルリンからバグダードまでの鉄道計画（3B政策）における重要なつながりで、ドイツとペルシア湾との間の鉄道接続を構築しスエズ運河を迂回することによる19世紀後半における東方と西洋の間の貿易経路を掌握するためのドイツ帝国の戦略計画の一部であった。1908年8月19日に営業を開始し、1909年11月4日に公式に落成式が行われた。
2012年2月2日に、アンカラ-イスタンブール高速線とマルマライの建設のために通勤電車B2線を除き長距離列車は全て停車しなくなった。2012年4月にはゲブゼ方面からの通勤電車B2線もペンディクまで短縮し停車しなくなった。2013年6月19日、廃止。
2023年以降トルコ高速鉄道ソウトリュチェシュメ駅からハイダルパシャ駅まで延伸開業する予定である。

## 駅舎

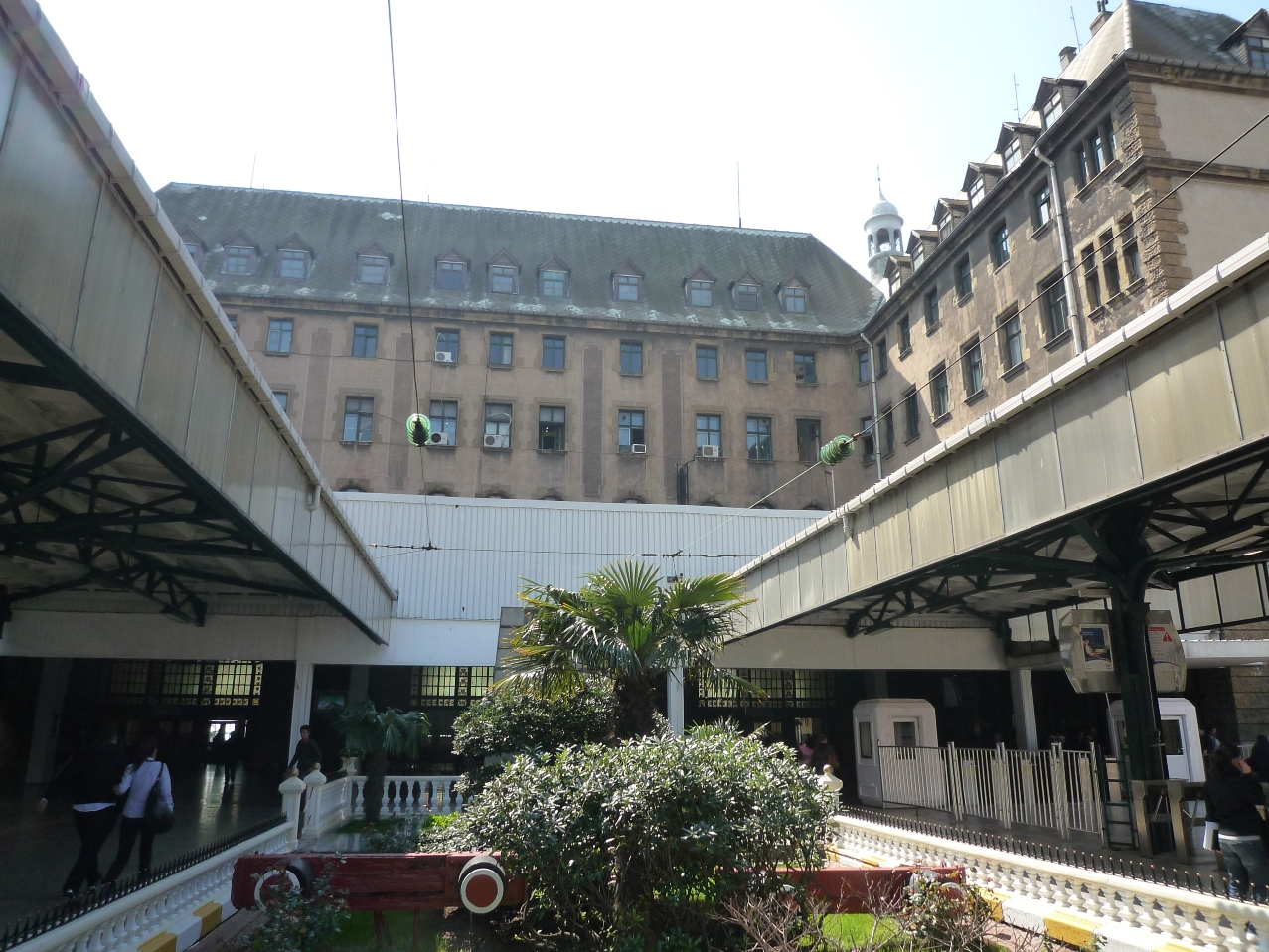
ハイダルパシャ駅駅舎をホーム側から見る

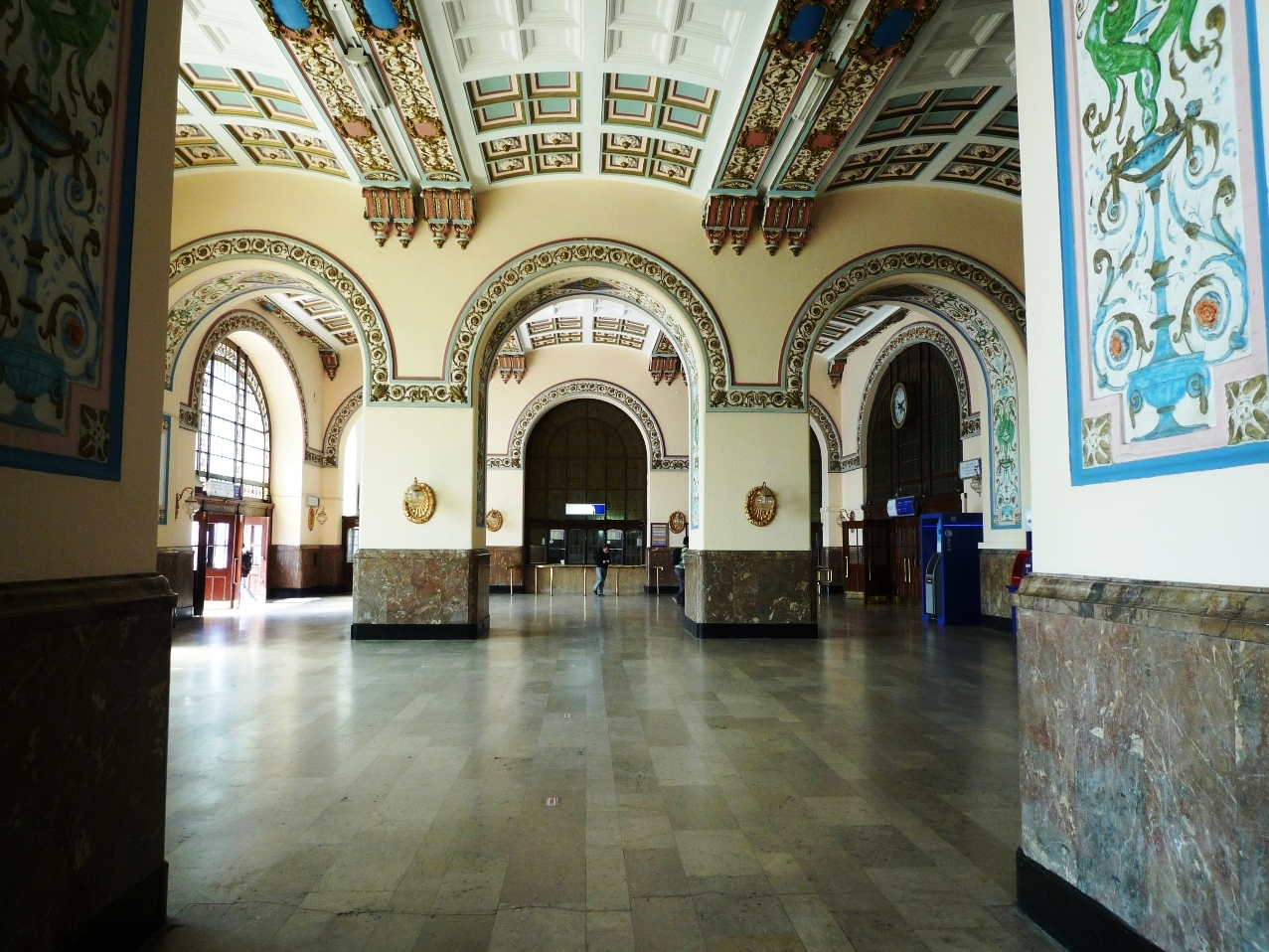
ハイダルパシャ駅駅舎内部

ボスポラス海峡に突き出すような埋立地に立地した駅である。海底に打ち込まれた1100本の木の杭の上に基礎が建てられ、そのため三方を海に囲まれるという鉄道駅としてはユニークな存在となっている。正門は海側に面しており、イスタンブールのヨーロッパ側に向かう連絡船の乗り場が正門前にある。つまりイスタンブールのアジア側にあるカドゥキョイなどの町のために建てられた駅ではなく、イスタンブールのヨーロッパ側、特にシルケジ駅に到着した旅客との相互連絡を第一に考えた構造である。
ヨーロッパの城のような外観の駅舎はアナトリア-バグダード会社が1906年から1908年までの間に建設し、ドイツ皇帝ヴィルヘルム2世から盟友のオスマン帝国のスルタンアブデュルハミト2世への贈り物とされた。その基礎は、それぞれが21mの長さの蒸気ハンマーにより柔らかい海岸に打ち込まれた1100本の木の杭である。駅舎は非常に顕著な様式で、イスタンブールでも非常に際立っている。外部からの外観はほぼ正方形に見えるが、ホーム部分を避けるように建てられているため、実は「コ」の字型をしている。1階のコンコースにはオスマン様式の装飾が施されている。
その立地のおかげもあってとてもよく保存されてきた。第一次世界大戦中の1917年に駅構内で爆弾の爆発があり火災が発生、4階以上を焼失し内部も大きく損傷した。1979年には沖合で衝突事故を起こして炎上したタンカー「インディペンデンタ」の爆風と熱波によってステンドグラスに被害を受けた。しかしいずれも修復されて元の姿を取り戻した。また、駅前広場は広くなく、すぐに海になっているため、陸上から駅舎の全容を望むことは困難である。駅前には同時期に建設された連絡船の乗り場の建物があり、これはオスマン独特の様式を今に伝えている。ここからカドゥキョイへ向かう連絡船や、ヨーロッパ側からボスポラス海峡を横断してカドゥキョイに向かう連絡船は、駅のすぐ目の前を通過するため、建物の全容を最も容易に眺めることができる。
2010年11月28日、駅舎の修復作業中に出火。地元メディアは「溶接作業の火が燃え移ったか、電気系統がショートしたのではないか」と伝えている。この火災で駅舎の4階と天井の大部分が焼失。しかしケガ人はなく、列車の運行も数時間後に再開した。
駅舎はその後も焼失した4階部分を再建しないまま、残った上層部の外壁に仮の支えを追加するなどの応急修理をして使用され続けてたが、上述の通り2013年に廃駅となった。
跡地の利用について駅舎を解体してホテルに改築する案も出されたが、当駅がトルコ史における重要な駅であり貴重な歴史的建造物である駅舎を修復し、鉄道輸送を部分的に再開し、また史跡公園・博物館などを併せ持つ複合文化エリアとして整備することが決まり、2015年12月7日より発掘調査と工事を開始した。焼失した屋根の再現にはスペイン産の黒色スレートが用いられ、駅舎の修復は2019年2月15日に完成し、出土したオスマン帝国、ローマ、ビザンチン時代を含む約8,500年前までさかのぼる遺跡の調査と史跡整備も継続している。なお、2020年内の完成予定であったが、正式な開業日は未定である。

## 利用可能な行き先
| ハイダルパシャ駅で利用できる行き先一覧 | ハイダルパシャ駅で利用できる行き先一覧 | ハイダルパシャ駅で利用できる行き先一覧                                                          |
| 行き先                                 | 経由 | Line                                                                                            |
| 通勤列車                               | 通勤列車 | 通勤列車                                                                                        |
| -------------------------------------- | --- | ----------------------------------------------------------------------------------------------- |
| ゲブゼ                                 | ボスタンジュ - カルタル - ペンディク - トゥズラ | イスタンブール - ゲブゼ間通勤列車                                                               |
| 地域路線                               | |                                                                                                 |
| アダパザル                             | ボスタンジュ - カルタル - ペンディク - トゥズラ - ゲブゼ - ヘレケ - サパンジャ - イズミット                                                                                              | イスタンブール - アダパザル間地域列車                                                           |
| 国内路線                               | |                                                                                                 |
| アンカラ                               | エスキシェヒール | バシュケント急行 ジュムフリイェット急行 ファティーフ急行 ボアジシ急行 アナドル急行 アンカラ急行 |
| イズミル                               | バンディルマ - バルケスィル - マニサ - バスマネ | 6 エイリュル急行 17 エイリュル急行                                                              |
| コンヤ                                 | Enveriye, エスキシェヒール - アフィヨン | メラム急行                                                                                      |
| デニズリ                               | Enveriye, エスキシェヒール - アフィヨン - ディナル | パムッカレ急行                                                                                  |
| アダナ                                 | Enveriye, エスキシェヒール - アフィヨン - コンヤ - カラマン | イチ・アナドル・マヴィ Train                                                                    |
| ガズィアンテプ                         | Enveriye, エスキシェヒール - アフィヨン - コンヤ - カラマン - アダナ - オスマニエ | トロス急行                                                                                      |
| カルス                                 | エスキシェヒール - アンカラ - カイセリ - スィヴァス - エルジンジャン - エルズルム | ドウ急行                                                                                        |
| タトワン                               | エスキシェヒール - アンカラ - カイセリ - スィヴァス - チェティンカヤ - マラテヤ - エラズー - ムシュ                                                                                      | ヴァン・ギョル急行                                                                              |
| クルタラン                             | エスキシェヒール - アンカラ - カイセリ - スィヴァス - チェティンカヤ - マラテヤ - ディヤルバクル                                                                                         | ギュネイ急行                                                                                    |
| 国際路線                               | |                                                                                                 |
| テヘラン                               | エスキシェヒール - アンカラ - カイセリ - スィヴァス - マラテヤ - エラズー - ムシュ - タトワン - タトワン埠頭 -（湖上区間）- ヴァン埠頭 - ヴァン駅 - カプキョイ - ラーズィー - タブリーズ | Trans-Asia Train                                                                                |
| ダマスカス （運休中）                  | Enveriye, エスキシェヒール - キュタヒヤ - アフィヨン - コンヤ - アダナ - フェヴジパシャ - イスラヒエ - メイダンエクベズ - アレッポ                                                       | シリア Train                                                                                    |

## 周辺

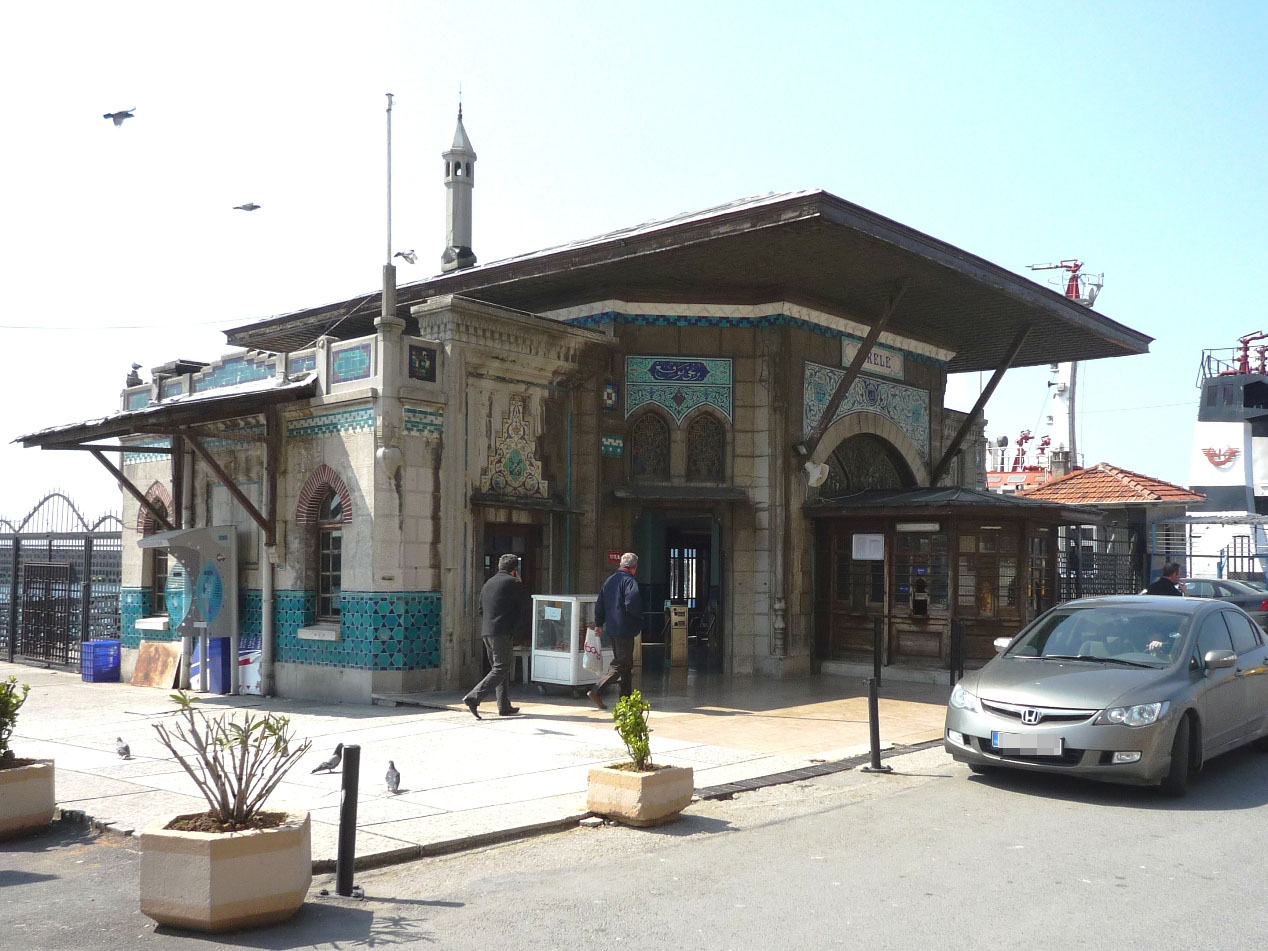
ハイダルパシャ駅前の渡船乗り場

陸軍病院の近くのナイチンゲール記念イギリス人墓地には、クリミア戦争や2つの世界大戦で命を失ったイギリスやイギリス連邦の軍人専用の墓やモニュメントがある。
19世紀のセリミイェ兵舎の北西翼には病院があり、そこでは介護の先駆者であったフローレンス・ナイチンゲールが負傷し病気に感染したイギリスの兵隊を看護していた。現在は彼女の行為を称えるための遺物を展示する美術館となっている。
駅周辺には、ハイダルパシャ・ヌムネ病院、ギュルハーネ陸軍医療アカデミー(GATA)付属病院、Dr Siyami Ersek病院、マルマラ大学ハイダルパシャキャンパス（旧ハイダルパシャ高等学校）もある。
ハイダルパシャ港はトルコの主要コンテナターミナルの1つで駅北側にある。

## 他の公共交通機関との連絡
- フェリー カドゥキョイ - ハイダルパシャ - カラキョイ
- 海上バス ハイダルパシャ - カバタシュ（トルコ語版）
- 鉄道フェリー ハイダルパシャ - シルケジ駅